# Paul Aellen
Paul Aellen   (Basilea, 13 de maig de 1896 - Heiligenschwendi, 19 d'agost de 1973) va ser un botànic suís. 

## Biografia
El 1915 Paul Ellen va estudiar a la Facultat de Ciències Naturals de la Universitat de Basilea, on es va graduar el 1921.
De 1921 a 1927, Ellen va ser el director de l'Escola Pestalozzi a Schaffhausen. Després va ensenyar durant un temps a diverses institucions educatives a Basilea, el 1928 va començar a treballar en l'escola per a nens amb retard mental.
El 1958, Ellen es va retirar a causa de l'agreujament de la salut. El 19 d'agost de 1973 va morir a Heiligenschwendi després d'un atac d'asma.
L'herbari principal d'Ellen s'emmagatzema al Jardí Botànic de Ginebra. Combina 50 mil mostres de Wilhelm Herter de l'Uruguai, 30 mil mostres de Gualterio Looser de Xile, herbari de Turíngia de Richard Scheuermann, així com moltes altres col·leccions.
Ellen va ser coautor de la secció de la família de les quenopodiàcies de la Flora of the U.S.S.R.. L'autor principal del text va ser Modest Mikhàilovitx Ilín.

## Alguns treballs científics
- Aellen, P. «Revision den australischen und neuseeländischen Chenopodiaceen». Botanische Jahrbücher fur Systematik, Pflanzengeschichte und Pflanzengeographie, 68, 3/4, 1937—1938, pàg. 345—434.

## Gènere i algunes espècies amb el nom de P. Ellen
- Aellenia Ulbr., 1934
- Atriplex aellenii Sukhor., 2013
- Bassia aellenii Ising, 1964 [≡ Sclerolaena aellenii (Ising) A.J.Scott, 1978]
- Erigeron aellenii Rech.f., 1950 [≡ Psychrogeton aellenii (Rech.f.) Grierson, 1967]
- Oxytropis aellenii Vassilcz., 1980
- Salsola aellenii Botsch., 1974
- Silene aellenii Sennen, 1936
- Taraxacum aellenii Soest, 1960